# Szürke csuk
A szürke csuk (Saxicola ferreus) a madarak osztályának a verébalakúak (Passeriformes) rendjéhez és a  légykapófélék (Muscicapidae) családjához tartozó faj.

## Rendszerezése
A fajt John Edward Gray és George Robert Gray írták le 1847-ben, Saxicola ferrea néven.

## Előfordulása
Afganisztán, Banglades, Bhután, India, Japán, Kína, Kambodzsa, Laosz, Mianmar, Nepál, Pakisztán, Tajvan, Thaiföld és Vietnám területén honos.
Természetes élőhelyei a mérsékelt övi erdők, szubtrópusi vagy trópusi síkvidéki és hegyi esőerdők, gyepek és cserjések, valamint ültetvények, szántóföldek, vidéki kertek és városi régiók. Állandó, nem vonuló faj.

## Megjelenése
Testhossza 15 centiméter, testtömege 13-16 gramm.
|  |  |

## Természetvédelmi helyzete
Az elterjedési területe rendkívül nagy, egyedszáma pedig stabil. A Természetvédelmi Világszövetség Vörös listáján nem fenyegetett fajként szerepel.